# مسرح صبراته
مسرح صبراتة الأثري يقع في مدينة صبراتة الأثرية غرب ليبيا، ويعد مسرح مدينة صبراتة الأثري من النماذج المعبرة عن معمار المسارح الرومانية. وتشير المصادر التاريخية إلى أن المسرح الواقع على مسافة 230 متر عن شاطئ البحر، قد بني على الأرجح خلال عهد الإمبراطور كومودوس (161-92) للميلاد، ويتألف من منصة خشبية زينت واجهتها الأمامية بنقوش رخامية بارزة وأعمدة.
يعتبر المسرح الروماني في مدينة صبراتة، واحدًا من المسارح القديمة التي خلفتها الحضارة الرومانية في منطقة البحر الأبيض المتوسط. وهو واحد من أهم المعالم في مدينة صبراتة.